# Waking Up with the House on Fire
Waking Up with the House on Fire, pubblicato nel 1984, su etichetta Virgin Records, è il terzo album del gruppo musicale britannico pop rock / reggae / new wave dei Culture Club, maggiormente attivi nel corso degli anni ottanta, guidati dal leader androgino Boy George, capostipite dei cosiddetti gender benders, ben noti in quel decennio.

## Le aspettative
Reduci del successo del precedente long playing, Colour by Numbers (quasi 5.000.000 di copie vendute in tutto il mondo) e del singolo pigliatutto "Karma Chameleon" (4 settimane al Numero 1 negli USA e 6 settimane al primo posto nel Regno Unito, vendendo soltanto lì 1.100.000 copie, il singolo più venduto del 1983 e uno dei più venduti - oltre che dei più citati - di tutti i tempi), i Culture Club si trovarono a dover affrontare l'onerosa sfida del terzo album.
Anche il lavoro di debutto, Kissing to Be Clever, aveva riscosso una grande popolarità, con l'altra Numero 1 storica del gruppo, la ballata reggae "Do You Really Want to Hurt Me", e primo 33 giri, dopo l'esordio dei Beatles, a piazzare tre singoli, tutti tratti dal primo album, nella Classifica Americana dei Billboard Hot 100. Era naturale quindi che le aspettative fossero spropositate: da una parte, la casa discografica, la Virgin, faceva pressione sul gruppo, affinché facesse uscire rapidamente un séguito all'album precedente, prima che gli echi del successo di Colour by Numbers si spegnessero definitivamente, dall'altra, la band cominciava ad essere stanca, dopo due anni trascorsi ininterrottamente in tour e in sala.
Boy George non nascose di aver registrato le tracce vocali per la maggior parte del disco senza averne assolutamente voglia (la sua storia segreta con il batterista Jon Moss stava iniziando a trapelare e di conseguenza a vacillare, a causa dell'imbarazzo palese di Moss), e le basi furono realizzate con altrettanta fretta, delegando ai computer quello che non si aveva il tempo o il desiderio di suonare con strumenti veri, che era stata invece la forza trainante dietro Colour by Numbers (così come la voce di Helen Terry, qui notevolmente ridimensionata, a causa di un malinteso col resto del gruppo, sia nel personaggio - scompare la foto all'interno del disco - che nell'interprete - non è più l'unica «female vocalist» - 'voce femminile' - dell'album, ma deve condividere il suo ruolo con varie altre coriste, anche e soprattutto dal vivo).

## Il disco: la musica, i testi e il tema di fondo
Il risultato è un disco dai suoni poco definiti, dalle melodie sfuggenti e dai testi più contorti del solito. Basta scorrere i titoli dei dieci brani originari con un colpo d'occhio per accorgersi che il titolo stesso dell'album («Svegliarsi con la casa in fiamme»), con l'elemento del fuoco, che in inglese ha anche un senso positivo, non fa di certo riferimento alla sua energia creatrice, ma al furore distruttivo delle sue fiamme. Letti in retrospettiva, i testi sembrano descrivere il rapporto di Jon e di George, che né più «baciano per essere furbi o intelligenti» ('kissing to be clever'), né «colorano coi numeri» ('colour by numbers'): siamo arrivati ormai al momento del triste «risveglio in una casa in fiamme» ('waking up with the house on fire', appunto). È difficile trovare un elemento positivo, neanche scendendo al livello dei singoli brani: «uomo pericoloso» ("Dangerous Man"), «canto di guerra» ("The War Song"), «sfortuna» ("Unfortunate Thing"), «l'ora del delitto» ("Crime Time"), e così via. Il disco sembra davvero raccontare se stesso nel titolo dell'unica ballata, "Mistake No. 3" («l'errore numero tre», appunto, la terza fatica discografica), che risalta in un mare di uptempo sballati (l'album passerà alla storia per la stranezza dei suoi middle, a prima vista tentativi sperimentali, ad un'analisi più approfondita veloci soluzioni computerizzate, su cui la voce s'innesta sfuggente, senza riuscire a fare da collante).
Forse, l'elemento positivo è da trovare proprio nella storia che, nonostante tutto, George riesce a raccontare, nella sua tipica incoerente coerenza. Dopo aver chiarito, infatti, che si tratta del terzo errore (anche se il testo, in realtà, è più amaramente autobiografico di quanto faciliterebbe invece liquidarlo come una mera descrizione dello status commerciale dell'album: l'errore numero tre sembra essere infatti la creatura che nasce dalle due persone che la mettono al mondo, e George è, tra l'altro, anche il terzo figlio...), girando il vinile, la storia porta a tentare «un tuffo» ("The Dive"), che se non ci fosse l'allegro ritornello, sarebbe piuttosto un naufragio. E via poi con il triste rimpianto del secondo singolo, "The Medal Song", con il ritornello forse più triste di tutti quelli commercializzati con successo dal gruppo («la vita non sarà mai più la stessa, con la mia rabbia, il mio dolore, le mie paure, riuscirò ad ottenere un'altra medaglia da mostrare?»), e non è un caso che il 45 giri costituisca il primo flop del gruppo, dopo il primo successo ottenuto con "Do You Really Want to Hurt Me".
"The War Song" aveva dato a tutto l'entourage un falso senso di sicurezza, raggiungendo il Numero 2 della Classifica Britannica dei singoli, ma l'album, dopo i primi frenetici giorni, esauritesi le prenotazioni effettuate prima dell'uscita, dopo che il senso di attesa e aspettativa si era allentato, aveva iniziato a vendere sempre meno; anche il tour già vacillava, partito troppo presto, non riusciva a fare il tutto esaurito, per il fatto che nessuno conosceva ancora i brani (soprattutto negli USA).
Alla stampa, sempre stata un'amica/nemica acerrima del poliedrico leader dei Culture Club, quella stampa che li seppe portare al successo con la stessa velocità con cui volle poi distruggerli, quella stampa che cercava di fare luce sulla storia segreta dei due compagni di gruppo, proprio a quella stessa stampa è dedicata "Mannequin", «dedicata a tutti quei giornalisti che mi hanno definito un idiota», dice Boy George in un'introduzione all'esecuzione dal vivo del brano, visionabile su YouTube, aggiungendo anche, con la sua solita tagliente ironia «posso anche essere un idiota, ma sono un idiota con stile». Con la sua piacevole melodia (anche se triste, come il testo: «lui è il mannequin dei tuoi sogni, l'hai rinnegato - io non posso che darti me stesso, ma quel che vuoi vedere tu non è questo») e con dei cori accattivanti (nelle cui parti più gravi si riconosce la voce nera del bassista Mikey Craig), il disco si avvia alla sua conclusione, proprio quando sembra affiorare una forma più equilibrata e di senso finalmente compiuto.
Ma le troppe pressioni, le troppe aspettative e i troppi interessi, non a caso fanno terminare il lavoro con un altro brano profetico; neanche il tempo di dire «Salve!», che già bisogna dire «Addio...», e Hello Goodbye chiude così un disco strano e raffazzonato, senza neanche forse arrivare più alle orecchie di chi l'aveva messo sul piatto mezz'ora prima, che forse ha smesso di ascoltare sulla confusione ritmica di "The Dive" (canzone che, tra l'altro, più che approssimativa sul vinile, dà il meglio di sé proprio nell'esecuzione live, anche questa reperibile su YouTube), cercando di capire cosa fossero mai quei suoni strani, che non potevano uscire dalle menti di chi, solo qualche mese prima, intonava "It's a Miracle", «è un miracolo», in un'esplosione di gioia incontenibile e condivisa dal mondo intero.
Forse, come Boy George e Jon Moss stessi diranno in séguito, la colpa principale dell'album è stata quella di voler sperimentare anzitempo coi computer, in un periodo in cui di musica elettronica ce n'era già fin troppa, e da parte di una band che, brava a suonare strumenti veri, suo punto di forza, di quella freddezza precisa e spietata non aveva affatto bisogno. È incredibile infatti osservare la differenza che c'è quando si ascolta qualche rara performance live dei brani migliori del long playing del 1984. Si provi ad ascoltare la citata "Mannequin", con la voce di George che, impeccabile, sembra quasi un disco, l'ironia con cui snobba la stampa e continua dritto per la sua strada, oppure la splendida prova del soundcheck in "The Dive", rara esibizione che ogni tanto appare in rete, per poi sùbito scomparire per problemi di diritti d'autore, dove si perde tutta l'aritmia della versione in studio ed emerge quasi un remix, un'«extended version» elettronica, suonata dal vivo, con strumenti veri, con cori che sembrano campionati, ma sono invece umani, e il basso che si rifà della pessima figura rimediata, suonando quasi finto, in apertura del secondo lato.

## I lati B e le bonus tracks
Quattro furono i lati B pubblicati sul retro dei primi due singoli estratti dal terzo album di studio dei Culture Club, dei quali soltanto uno è veramente inedito e solo due sono poi stati ripubblicati, come bonus tracks, nella ristampa digitale del long playing nel 2003 (vedi 'Tracce').

### Gli adattamenti in lingua straniera di "The War Song"
Innanzitutto, ci sono le tre versioni in lingua straniera del primo singolo, "The War Song", rispettivamente in spagnolo ("La canción de guerra", unica delle tre a comparire nella ristampa in CD), in francese ("La chanson de guerre") e in tedesco ("Der Kriegsgesang"). Oltre a essere degli inediti soltanto parziali, dato che si tratta di traduzioni adattate all'originale, le tre edizioni esterofone si limitano a tradurre ritmicamente il solo ritornello, mantenendo comunque sia le strofe che il middle nell'originale inglese.

### "Don't Go Down That Street", lato B di "The Medal Song" e singolo in Giappone
Più interessante, invece, l'unica vera inedita, intitolata "Don't Go Down Down That Street", un lunghissimo brano, abbastanza sperimentale per un gruppo con dichiarate velleità di classifica come i Culture Club, costruito soltanto su poche inquietanti parole (si allude a uno stupro), un parlato in giapponese, realizzato dall'amica nipponica di Boy George, Miko (nome parlante che allude all'omonima tradizione giapponese), e un coinvolgente giro di basso, a cui viene lasciata quasi tutta l'estesa parte finale strumentale. Il ritornello, costituito dal solo titolo ripetuto tre volte, è in pieno stile Culture Club (basti riascoltare i riff di "Church of the Poison Mind" e "Miss Me Blind", per fare due soli esempi illustri) e la melodia in generale è piuttosto orecchiabile.
Non stupisce quindi che il pezzo, pubblicato come lato B del secondo singolo, "The Medal Song", sia uscito anche come singolo indipendente in Giappone, analogamente a quanto era successo con "Mystery Boy" l'anno prima, diventando così il secondo lato B inedito, la seconda traccia non inserita su nessun album (fino al 2003) a venire scelta come singolo indipendente da pubblicare nel paese del Sol Levante, dove Boy George è un vero e proprio mito (è proprio lì infatti che oserà la sua maggiore trasgressione dell'epoca: apparire a un concerto in un pomposo abito da sposa, rigorosamente bianco!).
Pezzo molto amato dai fans e altrettanto apprezzato dalla critica, "Don't Go Down That Street" non comparirà sull'album del 1984 fino alla ristampa digitale del 2003, assieme alla versione spagnola di "The War Song" e ad altri due brani che provengono invece dalla colonna sonora del film Electric Dreams del 1985.

### "Love Is Love" e "The Dream", i due brani dalla colonna sonora diElectric Dreams
La romantica ballata "Love Is Love" e l'acustica "The Dream", i due pezzi tratti dal film Electric Dreams, hanno conosciuto due destini piuttosto diversi.
"Love Is Love" fu pubblicato come singolo indipendente (anche se non nel Regno Unito) ed inserito nella prima raccolta ufficiale della band, This Time - The First Four Years (l'album più venduto dei Culture Club in Italia, numero 10 in classifica), diventando così uno dei brani più amati dal pubblico (soprattutto quello giapponese e ancora di più quello italiano, che assediò il gruppo durante la serata dell'esibizione live del brano, all'allora popolare manifestazione estiva St. Vincent - Un disco per l'estate, rischiando seriamente di comprometterne l'incolumità, oltre che la riuscita dello show).
"The Dream" rimase invece relegata all'interno del film, pur con una parte di rilievo, dato che le viene dedicato un intero video, staccato dalla trama, ma inserito, senza soluzione di continuità, al suo interno, di cui è la protagonista assoluta, oltre all'inclusione sul disco della colonna sonora di Electric Dreams, che, ovviamente contenente "Love Is Love", comprendeva anche un brano di Helen Terry, "Now You're Mine", interpretato con Giorgio Moroder, il genio dell'elettronica dietro il progetto. Il film non fu un vero e proprio campione di incassi, e fino alla pubblicazione di un The Best of Culture Club, circa 10 anni dopo (poi regolarmente ristampato, con cadenza regolare e copertine sempre diverse), "The Dream" verrà praticamente dimenticata, fino al suo inserimento nella ristampa in compact disc del 2003.

### Differenze cronologiche e autoriali
Un'altra distinzione, di tipo cronologico, va fatta tra le quattro bonus tracks inserite sul terzo album di studio dei Culture Club, nella sua ristampa digitale del 2003: mentre le B-sides dei due singoli furono pubblicate nel 1984, i due brani nella colonna sonora di Electric Dreams furono commercializzati soltanto nel 1985.
Un'ultima precisazione va fatta riguardo agli autori dei due brani tratti dal film: nonostante sia "Love Is Love" che "The Dream" siano passati, all'epoca, per pezzi scritti ad otto mani, in realtà furono soltanto Boy George e il chitarrista/tastierista dei Culture Club, Roy Hay, vera anima musicale del gruppo, a comporli (nello stesso periodo in cui composero anche quattro brani inediti, affidati alla loro corista d'eccezione, tra cui i due singoli "Love Lies Lost" e "Come On and Find Me", che divennero due successi minori per la Terry). Le royalties furono comunque divise per quattro (come racconta George nella sua autobiografia del 1995, Take It Like a Man), come per tutte le altre tracce dell'album.

### "Clone War", l'undicesimo brano mai registrato
Quando l'album era ancora in fase di lavorazione, e il titolo era il provvisorio Waking Up in a Burning House (che compare ancora in alcune copie del maxi singolo 12" di "The War Song", vere rarità per collezionisti - il titolo ha comunque lo stesso significato di quello attuale: «svegliarsi in una casa che brucia»), fu scritta una traccia che passò alla storia, nonostante non venne mai incisa: si tratta di "Clone War", letteralmente «la guerra dei cloni». Avente come tema quello del doppio, della contrapposizione tra originale e copia, è più facile leggerne per intero il brevissimo testo (pubblicato nella pagina Web Lyrically Speaking - vedi in 'Collegamenti esterni'), piuttosto che tentare di farne una parafrasi o di darne un'approssimativa interpretazione, per comprendere appieno la filosofia di "Clone War" (tra l'altro spiegata dallo stesso George, mentre ne snocciola il minimalissimo, ma efficace testo).

## Tracce
1. "Dangerous Man" (O'Dowd, Hay, Craig, Moss) - 4:14
2. "The War Song" (O'Dowd, Hay, Craig, Moss) - 4:13
3. "Unfortunate Thing" (O'Dowd, Hay, Craig, Moss) - 3:08
4. "Crime Time" (O'Dowd, Hay, Craig, Moss) - 2:58
5. "Mistake No. 3" (O'Dowd, Hay, Craig, Moss) - 4:43
6. "The Dive" (O'Dowd, Hay, Craig, Moss) - 3:47
7. "The Medal Song" (O'Dowd, Hay, Craig, Moss) - 4:15
8. "Don't Talk About It" (O'Dowd, Hay, Craig, Moss) - 3:17
9. "Mannequin" (O'Dowd, Hay, Craig, Moss) - 2:53
10. "Hello Goodbye" (O'Dowd, Hay, Craig, Moss) - 3:24

### Bonus tracks sulla ristampa del 2003
1. "La canción de guerra" (O'Dowd, Hay, Craig, Moss) - 4:02 [lato B di "The War Song" nei paesi di lingua spagnola]
2. "Love Is Love" (O'Dowd, Hay, Craig, Moss) - 3:51 [dalla colonna sonora di Electric Dreams]
3. "The Dream" (O'Dowd, Hay, Craig, Moss) - 2:29 [dalla colonna sonora di Electric Dreams]
4. "Don't Go Down That Street" (O'Dowd, Hay, Craig, Moss) - 6:32 [lato B di "The Medal Song" e singolo indipendente in Giappone]

### Altre tracce
1. "La chanson de guerre" (O'Dowd, Hay, Craig, Moss) - 4:02 [lato B di "The War Song" nei paesi di lingua francese]
2. "Der Kriegsgesang" (O'Dowd, Hay, Craig, Moss) - 4:02 [lato B di "The War Song" nei paesi di lingua tedesca]

## Credits

### Formazione
- Boy George: voce e testi
- Roy Hay: chitarra, Roland guitar synthesiser GR700, tastiere, Yamaha DX1
- Jon Moss: percussioni, batteria, programmazioni, missaggio
- Mickey Craig: basso

### Musicisti
- Helen Terry: cori femminili principali
- Phil Pickett: pianoforte acustico, cori
- Kenneth McGregor: trombone
- Ron Williams: tromba
- Steve Grainger: sassofono
- Derek Green, Christopher Rainbow, Martin Sunley, Louis Rogers, Nancy Peppers, Clare Torry, Andriana Loizou, Alanda Marchant, Imogen Exton, Alice Kemp, Tara Thomas: cori secondari

### Produzione
- Steve Levine: produzione, missaggio
- Gordon Milne: tecnico del suono
- Peter Lees: assistente tecnico del suono

### Staff
- Tony Gordon: manager
- Sue Dengel: Multicultural Fan Club
- Stevie Hughes: foto, make-up
- Ray Allington: coiffeur
- Connie Jude: illustrazioni e disegno di copertina
- Assorted ImAgES: produzione copertina
- Pinepoint: riproduzione a colori
- The Printed Word Ltd: tipografia digitale
- Sony PCM 3324: attrezzatura per le registrazioni
- Sony PCM 1610: attrezzattura per il missaggio digitale

## Classifiche

### Album
| Classifica (1984)        | Posizione più alta |
| ------------------------ | ------------------ |
| Classifica Album UK      | 2                  |
| Billboard Hot 200 USA    | 26                 |
| Classifica Album R&B USA | 55                 |

### Singoli
| Singolo          | Classifica (1984/1985)     | Posizione più alta |
| ---------------- | -------------------------- | ------------------ |
| "The War Song"   | Classifica Singoli UK      | 2                  |
| "The War Song"   | Billboard Hot 100 USA      | 17                 |
| "The War Song"   | Classifica Singoli R&B USA | 87                 |
| "The War Song"   | Hot Dance Club Play USA    | 7                  |
| "The Medal Song" | Classifica Singoli UK      | 32                 |
| "Mistake No. 3"  | Billboard Hot 100 USA      | 33                 |
| "Mistake No. 3"  | Classifica Singoli R&B USA | 61                 |
| "Mistake No. 3"  | Adult Contemporary USA     | 18                 |

## Dettagli pubblicazione
| Paese | Data | Etichetta | Formato | N° Catalogo |
|       | 1984 | Virgin    | CD      | 91392       |
|       |      |           | LP      | 39881       |
|       | 1996 |           | CD      | 86181       |
|       | 2003 |           | CD      | 92406       |